# Judo aux Jeux olympiques d'été de 1976
Navigation
Munich 1972 Moscou 1980
Le judo fait sa troisième apparition au programme olympique lors des Jeux olympiques d'été de 1976 à Montréal. Seuls les hommes participent aux épreuves de judo de cette olympiade.
| Judo aux jeux olympiques de 1976 |                  |    |        |        |       |
| Pos                              | Pays             | or | argent | Bronze | Total |
| 1                                | Japon            | 3  | 1      | 1      | 5     |
| 2                                | Union soviétique | 2  | 2      | 1      | 5     |
| 3                                | Cuba             | 1  | 0      | 0      | 1     |
| 4                                | Corée du Sud     | 0  | 1      | 2      | 3     |
| 5                                | Royaume-Uni      | 0  | 1      | 1      | 2     |
| 6                                | RDA              | 0  | 1      | 0      | 1     |
| 7=                               | France           | 0  | 0      | 1      | 1     |
| 7=                               | Hongrie          | 0  | 0      | 1      | 1     |
| 7=                               | Italie           | 0  | 0      | 1      | 1     |
| 7=                               | Pologne          | 0  | 0      | 1      | 1     |
| 7=                               | Suisse           | 0  | 0      | 1      | 1     |
| 7=                               | États-Unis       | 0  | 0      | 1      | 1     |
| 7=                               | Yougoslavie      | 0  | 0      | 1      | 1     |

## Moins de  63 kg
| Gold:                        | argent:              | Bronze:                                 |
| Héctor Rodríguez Torres, CUB | Chang Eun-Kyung, KOR | Felice Mariani, ITA Jozsef Tuncsik, HUN |

## moins de 70 kg
| or:                    | argent:            | Bronze:                             |
| Vladimir Nevzorov, URS | Koji Kuramoto, JPN | Marian Tałaj, POL Patrick Vial, FRA |

## moins de 80 kg
| or:               | argent:               | Bronze:                                 |
| Isamu Sonoda, JPN | Valéry Dvoinikov, URS | Slavko Obadov, YUG Park Young-Chul, KOR |

## moins de 93 kg
| or:                    | argent:                 | Bronze:                                      |
| Kazuhiro Ninomiya, JPN | Ramaz Kharshiladze, URS | Jürg Röthlisberger, SUI David Starbrook, GBR |

## plus de 93 kg
| or:                 | argent:                 | Bronze:                          |
| Serhiy Novikov, URS | Günther Neureuther, FRG | Allen Coage, USA Sumio Endo, JPN |

## Toutes catégories
| or:                | argent:           | Bronze:                                 |
| Haruki Uemura, JPN | Keith Remfry, GBR | Cho Jea-ki, KOR Shota Chochishvili, URS |